# Joseph Schlotthauer
 (août 2023).
Si vous disposez d'ouvrages ou d'articles de référence ou si vous connaissez des sites web de qualité traitant du thème abordé ici, merci de compléter l'article en donnant les références utiles à sa vérifiabilité et en les liant à la section « Notes et références ».
Joseph Schlotthauer, né le 14 mars 1789 à Munich et mort le 15 juin 1869 dans la même ville, est un peintre d'histoire, artiste, lithographe et professeur d'université bavarois.

## Biographie
Joseph Schlotthauer est né le 14 mars 1789 à Munich, dans le Royaume de Bavière. Son père, un huissier au théâtre du tribunal électoral de Mannheim. Il arriva à Munich avec lui en 1783.